# 잉구나 부타네
잉구나 부타네(Ingūna Butāne, 1986년 2월 24일 ~ )는 라트비아의 모델이다.